# Perryville (Arkansas)
Perryville is een plaats (city) in de Amerikaanse staat Arkansas, en valt bestuurlijk gezien onder Perry County.

## Demografie
Bij de volkstelling in 2000 werd het aantal inwoners vastgesteld op 1458.
In 2006 is het aantal inwoners door het United States Census Bureau geschat op 1451, een daling van 7 (-0,5%).

## Geografie
Volgens het United States Census Bureau beslaat de plaats een oppervlakte van
12,4 km², geheel bestaande uit land. Perryville ligt op ongeveer 90 m boven zeeniveau.

## Plaatsen in de nabije omgeving
De onderstaande figuur toont nabijgelegen plaatsen in een straal van 24 km rond Perryville.